# Google Street View nos Estados Unidos
Os Estados Unidos foram o primeiro país a ter imagens do Google Street View e foi o único país com imagens de mais de um ano após a introdução do serviço (em 25 de maio de 2007). Logo no início, a maioria dos locais tinham um número limitado de pontos de vista, geralmente restrita aos limites da cidade e incluindo apenas as ruas principais, e eles só mostram os edifícios até uma certa altura. Poucos bairros ou outras cidades próximas foram incluídos.
Após as primeiras séries de apresentações, coleções de imagens de cidades foram adicionados mais detalhadas, muitas vezes incluindo todas as ruas laterais, especialmente nas áreas mais próximas do centro da cidade. Mais subúrbios e outras cidades próximas foram incluídos.
A cobertura de várias cidades, em muitos casos, posteriormente foi ampliada e melhorada, mas não necessariamente na mesma data, como cidades novas foram adicionadas. As melhorias incluíram a adição de ruas em bairros onde antes só as estradas principais tinham sido cobertas, expansões para os subúrbios mais, e vista para o céu, onde antes só vistas a uma certa altura foram fornecidos.
Inicialmente, quando um grupo de cidades foram adicionados, apenas as cidades e seus bairros seria uma parte da coleção de imagens. No entanto 10 de junho de 2008 também incluiu apresentações das cidades em áreas cobertas, sem ícones da câmera e isoladas de qualquer outra câmera.
Em 4 de novembro de 2008, mais três cidades dos EUA foram adicionados: Washington, DC, Baltimore e Seattle. 
Em 9 de dezembro de 2008, uma extensa cobertura dos Estados Unidos foi adicionada. Isto incluiu a cobertura completa de todas as áreas grandes e médias, empresas mais urbanas e mais auto-estradas principais e artérias que ligam ao longo dos 48 estados.
Em 18 de março de 2009, uma extensa cobertura dos Estados Unidos foi adicionada incluindo a maior parte da cobertura de Delaware, Dakota do Norte, Rhode Island, e Dakota do Sul. Por um período de tempo alguma cobertura foi suprimida (como no norte de Minnesota).
Em 7 de outubro de 2009, o Street View foi disponibilizado para várias grandes cidades canadenses, assim como Banff National Park e Whistler, British Columbia (um dos locais da Olimpíada de Inverno de 2010), cobertura dos Estados Unidos também foi expandida, embora algumas áreas-chave ainda precisam ser adicionadas. Com a adição do Havaí em 9 de novembro de 2009, todos os cinquenta estados são representados no Street View. Ao mesmo tempo, os demais locais nos EUA em outras áreas foram adicionados.
Em 30 de setembro de 2010, a maior parte do Alasca foi substituído por imagens de alta resolução, e mais do Havaí foi adicionado.